# Polewka
Polewka — w dawnej kuchni polskiej ogólne pojęcie, którym określano wszystkie te zupy, które nie miały swoistej nazwy i receptury (jak rosół czy żur), w późniejszym okresie określenie zwłaszcza zup lekkich, postnych. Do szczególnych rodzajów polewek należały: czarna, podawana kawalerowi na znak odmowy ręki kobiety oraz polewka winna, podawana m.in. nowo zaślubionej. Polewkę z piwa określano mianem gramatki lub też faramuszki. 